# Will Jennings
Wilbur H. "Will" Jennings (Kilgore, 27 de junho de 1944 – 6 de setembro de 2024), foi um compositor estadunidense, mais popularmente conhecido por haver escrito a letra de "My Heart Will Go On" para o filme Titanic. 
Ele esteve inscrito no Songwriters Hall of Fame e foi ganhador de vários prêmios, dentre os quais três Grammys, dois Globos de Ouro e dois Óscars.

## Formação
Jennings estudou em Tyler nas proximidades do distrito escolar independente de Chapel Hill. Em 1967 ele graduou-se bacharel em artes pela Universidade Estadual Stephen F. Austin, em Nacogdoches. Dali ele ensinou por três anos na Universidade do Wisconsin-Eau Claire.

## Carreira
Ao longo de sua carreira Jennings escreveu para uma variedade grande de artistas, que inclui Steve Winwood, Eric Clapton, B.B. King, Joe Sample, Rodney Crowell, Mariah Carey, Jimmy Buffett, Barry Manilow e Roy Orbison, havendo começado sua parceria com Hollywood em 1976, e no ano seguinte atingiu o topo das paradas com Looks Like We Made It, gravada por Barry Manilow. Jennings também foi co-autor da canção "La Vie Dansante", em parceria com o cantor Jimmy Buffett, gravada em 1984 pelo próprio Buffett  para seu álbum Riddles in the Sand. Esta canção possui uma famosa versão em português no Brasil, gravada em 1996 pela dupla sertaneja Chrystian & Ralf, chamada "No Mesmo Olhar", para o álbum Sozinho em Nova York. Foi um dos destaques do álbum e é até hoje um dos grandes sucessos da dupla.

## Morte
Jennings morreu no dia 6 de setembro de 2024, aos 80 anos.